# Oracions per a Bobby
Oracions per a Bobby (títol original en anglès, Prayers for Bobby) és una pel·lícula dramàtica estatunidenca dirigida per Russell Mulcahy, estrenada el 2009. Es basa en el llibre Prayers for Bobby: A Mother's Coming to Terms with the Suicide of Her Gay Sonde Leroy F. Aarons (1995). S'ha subtitulat al català.
Inspirada en la història d'un jove homosexual Bobby Griffith que es va suïcidar el 1983 a causa de la intolerància religiosa de la seva mare Mary Griffith i la seva comunitat Episcopal, aquest telefilm va rebre un premi GLAAD als 21ns GLAAD Media Awards el 2010 i un Premi del públic al Festival Internacional de Cinema Gai i Lèsbic de Seattle.

## Argument
Mary Griffith, devota practicant protestant, va criar els seus fills segons els principis conservadors de la seva fe religiosa. El destí de la família es capgirarà el dia que Bobby decideixi explicar al seu germà gran un secret: prefereix els nois. Quan la seva mare se n'assabenta, ho fa tot per curar el seu fill, perquè segons la seva interpretació de la Bíblia, Bobby seria condemnat a l’Infern. Però el seu suïcidi posarà en dubte totes les conviccions de Mary, que es convertirà en activista LGBT.

## Repartiment
- Sigourney Weaver: Mary Griffith[4]
- Ryan Kelley: Bobby Griffith
- Henry Czerny: Robert Griffith
- Scott Bailey: David, l'amic de Bobby
- Dan Butler: el reverend Whitsell
- Austin Nichols: Ed Griffith
- Carly Schroeder: Joy Griffith
- Shannon Eagen: Nancy Griffith
- Rebecca Louise Miller: Jeanette, la cosina de Bobby
- Susan Ruttan: Betty Lambert
- Anna Badalamenti: Michelle
- Claire White: Sheila
- Advia Wayne : Dana
- Sonja Crosby: Celeste

## Producció

### Desenvolupament
Els productors Daniel Sladek i Chris Taaffe havien llegit el llibre de 1997 Prayers for Bobby: A Mother’s Coming to Terms with the Suicide of Her Gay Son(1995) de Leroy F. Aarons, que descrivia la terrible experiència d’una mare que arribava a comprendre per què un fill gai se suïcida i en va voler fer una pel·lícula 
| « | perquè és tan rar que aconsegueixes una gran història que et toqui a aquest nivell. Una de les coses més sorprenents d'aquesta pel·lícula és que tothom troba alguna cosa a la història. Tothom ha tingut l'experiència de ser un desconegut, de sentir-se alienat, de no ser escoltat | » |

### Rodatge
El rodatge va començar al final de maig de 2008 a Royal Oak, Michigan.
Llocs de rodatge
- Michigan, Estats Units:
  - Detroit
  - Ferndale
  - Redford Township
  - Royal Oak

### Música
La pel·lícula televisiva acaba amb la cançó Here I Am, interpretada per Leona Lewis. També escoltem I Need You to Listende Marty Haugen, així com Bullseyede Megan McCormick.

## Distincions

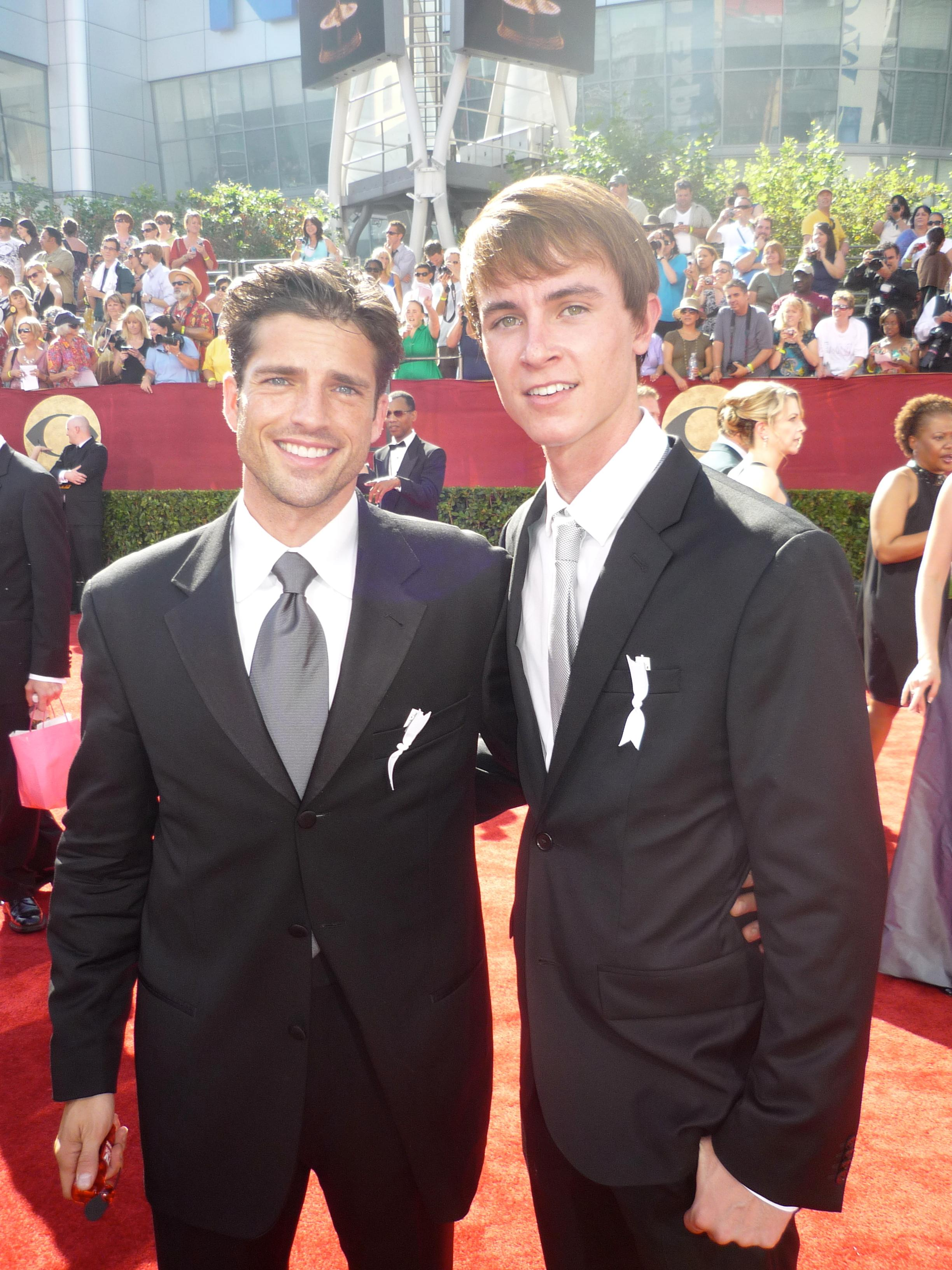
Scott Bailey i Ryan Kelley a la cerimònia dels Emmy Awards 2009.

### Premi
- Trevor Life Award per Sigourney Weaver

### Nominacions
- Premis Emmy 2009:
  - Millor telefilm
  - Millor actriu a una minisèrie o un telefilm per a Sigourney Weaver

- Premis Satellite 2009: Millor actriu a una minisèrie o un telefilm per a Sigourney Weaver.

- Premis Globus d'Or 2010: Globus d'Or a la millor actriu en minisèrie o telefilm per a Sigourney Weaver.[6]

- Premi del Sindicat d'Actors de Cinema 2010: Screen Actors Guild Award de la millor actriu a una minisèrie o un telefilm per a Sigourney Weaver.

El film és dedicat a la memòria de Bobby Griffith i a Leroy F. Aarons.